# 沃尔夫冈·伯梅
沃尔夫冈·伯梅（德語：Wolfgang Böhme，1949年12月17日—），德国前男子手球运动员。他曾代表东德国家队参加1972年夏季奥林匹克运动会手球比赛，结果队伍获得第四名。